# كريستوفر بيشوب
كريستوفر بيشوب (بالإنجليزية: Christopher Bishop)‏ (و. 1959 – م) هو فيزيائي، وعالِم حاسب آلي من المملكة المتحدة .

## التعليم
تعلم في جامعة إدنبرة، وSt Catherine's College

## مناصب وهيئات
أدار مايكروسوفت.